# Taminango
Taminango là một khu tự quản thuộc tỉnh Nariño, Colombia. Thủ phủ của khu tự quản Taminango đóng tại Taminango Khu tự quản Taminango có diện tích 284 ki lô mét vuông. Đến thời điểm ngày 28 tháng 5 năm 2005, khu tự quản Taminango có dân số 12812 người.